# アイズヒメアザミ
アイズヒメアザミ（会津姫薊、学名 Cirsium aidzuense）はキク科アザミ属の多年草。別名、アイヅヒメアザミ。

## 特徴
茎の高さは1-1.5mになり、茎には毛がある。茎葉は長楕円形で、茎の下方につく葉の基部は茎を広く抱き、羽状に深裂、ときに全裂するが、茎の上部にいくにしたがって羽状に裂けなくなる。葉の縁のとげは鋭い。頭花がつく上方の葉は茎を抱かず、大きい個体になると茎の上方は多数枝分かれする。
花期は9-10月で、分枝した茎の先、葉腋に上向き、やや上向きに径25mmほどの紫色の頭花をつける。総苞は卵形で径7mmほど、総苞片の先端が少し斜上する。総苞片は粘着しない。花期には根生葉は残っていない。

## 分布と生育環境
アザミ属は、分布域が比較的広いものと極端に狭い地域固有種がある。アイズヒメアザミの分布域は狭く、福島県会津地方および同地方に接する山形県、新潟県、群馬県、栃木県の一部に分布し、山地の林内、林縁に自生する。
基準産地は福島県会津若松市東山町。

## 保護状態
絶滅危惧IA類 (CR)（環境省レッドリスト）
2007年8月レッドリスト。以前の環境省レッドデータブックでは絶滅危惧IB類（EN）

## ギャラリー
- 直立できず、他の植物に寄りかかっている
- 茎の下方の葉の基部は茎を広く抱く